# 아탈로스 (장군)
아탈로스(고대 그리스어: Άτταλος, 라틴어: Parmenion, 기원전 390년 경 – 기원전 336년)은 고대 마케도니아 왕국의 무장으로 필리포스 2세와 알렉산더 3세(대왕)를 섬겼다. 필리포스 2세의 일곱 번째 아내 클레오파트라 에우리디케의 삼촌이다.

## 생애
기원전 337년, 아탈로스의 조카 클레오파트라 에우리디케가 마케도니아의 필리포스 2세와 결혼했다. 그 결혼식에서 아탈로스는 클레오파트라가 필리포스의 마케도니아의 순혈 적통을 낳기를 기원했다고 전해진다. 알렉산더 3세는 이것을 모욕으로 간주했다. 기원전 336년 봄, 필리포스 2세는 아탈로스와 파르메니온을 소아시아에 있는 페르시아 제국의 원정 선발대로 사령관으로 임명했다. 필리포스 2세가 암살을 당한 후, 기원전 336년 10월 알렉산더가 왕위를 계승했다. 직후, 클레오파트라 에우리디케와 그녀의 두 아이들 그리고 아탈루스는 모두 처형을 당했다. (클레오파트라 에우리디케는 두 자식을 죽인 후 직접 목숨을 끊었을 것이다.)
아리스토텔레스의 이야기(클레이타르코스와 디오도로스에 의해 연장)에 따르면, 아탈로스는 같은 이름의 아탈루스 친구의 명예를 훼손시킨 보복으로 오레스티스의 파우사니아스를 성폭행했으며 그로 인해 사망했다고 전해진다.
알렉산더가 왕좌에 취임할 무렵, 아탈로스는 소아시아에서 마케도니아 선발대로 파르메니온과 함께 주둔해 있었다. 필리포스 2세의 죽음으로 인해, 아테네의 데모스테네스는 아탈로스에게 편지를 보내 알렉산더에게 반란을 일으키면 지원하겠다는 약속을 했다고 주장하고 있다.
아탈로스는 데모스테네스의 편지를 알렉산더에게 제출했고, 왕에게 충성 맹세를 했다. 그러나 알렉산더는 모욕을 준 것을 기억하며 아탈로스를 죽였다. 두 사람 사이에 분노의 감정이 없었다고 해도, 알렉산더는 아탈루스를 살려두기엔 야망이 너무 크다는 것을 느끼고 있었고, 클레오파트라 에우리디케와 그녀의 자식의 죽음을 그에게 복수를 할 좋은 핑계가 되었을 것이다.